# Кааф (сын Левия)
Кааф (евр. Кегат; др.-евр. קהת‬«собрание») — библейский, ветхозаветный персонаж; второй сын Левия; отец четырёх сыновей (Амрама, Ицгара, Хеброна и Узиила); дед Моисея и Аарона; глава сынов Каафовых (каафитов или кегатитов — одного из четырёх племён колена левитов в библейские времена); прожил 133 года (Исх. 6:18—20).
Кааф (Кегат) — один из «70 душ», вместе с Иаковом переселившихся в Египет (Быт. 46:11). Его мужское потомство — кегатиты — в эпоху странствования израильтян по пустыне достигло 8600 человек, из которых 2750 выполняли важную функцию по охране и сборке скинии (Чис. 3:28; 4:36 и сл.; 7:9).
По завоевании Ханаана им было отдано для поселения 10 городов, кроме 13 городов, которые были даны кегатитам-ааронидам (Нав. 21:10—22).
В эпоху Давида играл важную роль при скинии кегатит Геман. А в царствование Езекии (евр. Хизкии) сыны Каафовы были первыми среди левитов, принимавших деятельное участие в очистке храма от предметов языческого культа (2Пар. 29:12, 14).